# La Cruz, Jilotzingo
La Cruz är en ort i Mexiko, tillhörande kommunen Jilotzingo i den västra delen av delstaten Mexiko. Orten hade 362 invånare vid folkräkningen 2010.